# タマゴケ
タマゴケ (Bartramia pomiformis) は、タマゴケ目タマゴケ科に属するコケ植物。タマゴケ属の種の中でもっとも広範に分布する種である。

## 分布
日本を含む東アジア、シベリア、ヨーロッパ、北アメリカなどに分布する。

## 特徴
山地の土上や岩上に群落を形成する。茎は高さ4-8cm、赤褐色の仮根を密につける。葉は披針形であるが乾くと縮み、長さは4-6mm。朔はほぼ球形で、長さ約1.5-2.5cmの朔柄の先につく。朔の大きさは約2mm。
染色体数はn=8。

## 近似種
同属のコウライタマゴケ B. ithyphylla に似るが、コウライタマゴケのほうがやや大型で、乾いても葉が縮れないなどの違いがあるため区別できる。